# Paolo Avezzù
Paolo Avezzù (Rovigo, 16 agosto 1955) è un politico italiano.
È stato sindaco di Rovigo dal 2001 al 2006 e in seguito presidente del Consiglio comunale.

## Biografia
Dopo il servizio militare svolto ad Udine in Fanteria con qualifica di caporale istruttore e congedatosi sergente, dal settembre 1978 al maggio 1979 ha svolto l’attività di borsista presso la FRAV-Federazione Regionale Artigianato Veneto di Venezia, seguendo in particolare i Consorzi Artigiani.
Dal 1978 al 1980 ha svolto pratica forense quale praticante procuratore presso uno studio legale di Rovigo.
Dal maggio 1979 al marzo 1980 è stato consulente ACAI-Associazione Cristiana Artigiani Italiani di Rovigo, con compiti di consulenza legale, fiscale e finanziaria.
Dal 1978 al 1981 è stato assistente volontario di Diritto Agrario presso l’Università di Ferrara, Facoltà di Giurisprudenza, pubblicando numerosi lavori ed articoli.
Dal marzo 1980 è stato assunto in qualità di impiegato presso la Banca Nazionale del Lavoro e, dopo aver frequentato diversi corsi di addestramento, è stato assegnato presso la Filiale di Ferrara – Ufficio Segreteria-Fidi, e dal 1981 è stato assegnato in via definitiva alla Agenzia di Rovigo, dove ha ricoperto il ruolo di capoufficio e consulente “Settore Imprese”.

## Carriera politica
Dal 1980 al 1985 ha ricoperto, dapprima come indipendente e poi come democratico-cristiano, la carica di Consigliere della Circoscrizione “Centro Storico” di Rovigo. Nel 1985 è stato eletto Consigliere Comunale a Rovigo nelle liste della Democrazia Cristiana ed è stato Presidente della Commissione Consiliare “Pubblica Istruzione e Servizi Sociali”. Rieletto Consigliere Comunale nel 1990, nel maggio 1991 è stato nominato Assessore del Comune di Rovigo con deleghe al Personale ed ai Servizi Sociali, funzione svolta fino al luglio 1993. 
Nell’ambito di tale mandato ha presieduto la Conferenza dei Sindaci della U.L.S.S. di Rovigo.
Dall’agosto al novembre 1993 ha svolto il ruolo di Capogruppo D.C. in Consiglio Comunale di Rovigo.
Dal novembre 1993 al febbraio 1994 ha ricoperto la carica di Vice-Sindaco del Comune di Rovigo con deleghe a Trasporti-Anagrafe-Sport e Politiche giovanili.
Dal 1994 al 1996 è stato componente del Consiglio di amministrazione dell’IPAB Legato Angeli con scopi di assistenza e beneficenza.
Dopo la fine della Democrazia Cristiana, nella primavera 1994 ha sostenuto alle elezioni amministrative comunali una lista autonoma denominata “Cattolici Moderati”. È stato tra i soci fondatori a livello provinciale, regionale e nazionale del C.D.U., dove ha svolto dal 1995 al 1998 la carica di Segretario Organizzativo per la provincia di Rovigo.
Nel maggio 1998 è stato candidato alla carica di Sindaco di Rovigo sostenuto da una lista CDU-CCD-Patto Segni. Poco dopo ha aderito al gruppo consiliare di Forza Italia. Durante il mandato di Consigliere Comunale 1998-2000 ha fatto parte delle Commissioni Consiliari “Servizi Sociali-Pubblica Istruzione” e “Cultura e Sport” del Comune di Rovigo.
Dal settembre 1999 è stato nominato responsabile regionale “Comunicazione e Immagine” ed in tale veste ha partecipato fino al gennaio 2001 ai lavori del Comitato Regionale del Veneto di Forza Italia.
È stato membro del Direttivo Provinciale di Forza Italia ed ha aderito al Popolo della Libertà (P.D.L.) partecipando al Congresso fondativo di Roma dal 27 al 29 marzo 2009 in qualità di delegato. È stato componente del Coordinamento provinciale del P.D.L. e, dopo il suo scioglimento, dal novembre 2013 ha aderito al Nuovo Centrodestra (N.C.D.) ed è uno dei fondatori del partito NCD in provincia di Rovigo, nonché presidente di un Circolo NCD a Rovigo. Nel corso della Assemblea costituente NCD di Roma del 11-13 aprile 2014 è stato eletto componente della Assemblea nazionale del Nuovo Centrodestra.
Nel maggio 2001 è stato eletto Sindaco di Rovigo alla guida di una coalizione composta da FI-AN-UDC-LEGA-NUOVO PSI, carica ricoperta sino all’11 giugno 2006, data del ballottaggio per le elezioni amministrative. Non essendo stato rieletto Sindaco, è stato nuovamente consigliere comunale di opposizione nel gruppo consiliare di Forza Italia prima e P.D.L. poi. dal 2006 al 2011, ricoprendo il ruolo di Capogruppo consiliare di Forza Italia e di membro della Commissione “Cultura e Sport”. Nel giugno 2011 si è candidato come consigliere comunale nelle liste del P.D.L. (secondo eletto) ed ha ricoperto la carica di Presidente del Consiglio comunale di Rovigo fino a luglio 2014. Ha fatto parte del Direttivo e del Consiglio A.N.C.I. Veneto ed è stato Presidente, dal giugno 2008, del Coordinamento Regionale ANCIVENETO dei Consigli Comunali, è stato componente dal gennaio 2005 al giugno 2006 della Conferenza nazionale “Stato-Città” e della Conferenza Unificata “Stato-Regioni-Enti locali”, in rappresentanza dell’A.N.C.I. nazionale.
Dal gennaio 2005 è stato componente del Consiglio nazionale dell’ANCI ed è stato altresì  componente dell'Ufficio di Presidenza e del Direttivo nazionale ANCI della Conferenza dei Consigli Comunali.
Con la fine anticipata della legislatura comunale in data 15.7.2014 è decaduto dalla carica di Presidente del Consiglio comunale e di Consigliere comunale e da tutte le cariche ANCI. Alle elezioni comunali del 31 maggio 2015 si è presentato come candidato Sindaco sostenuto da 4 liste: Area popolare per Rovigo, Obiettivo Rovigo, Lista Tosi per Rovigo e Vero Nuovo. Giunto terzo nel primo turno amministrativo, si è successivamente apparentato, con le liste Area popolare per Rovigo ed Obiettivo Rovigo, con il Candidato Sindaco Massimo Bergamin, al primo turno sostenuto da Lega Nord e Forza Italia, che nel turno di ballottaggio del 14 giugno 2015 è risultato vincitore e quindi Avezzù è stato riconfermato consigliere comunale, appartenente al gruppo consiliare di Area popolare per Rovigo. In occasione del primo consiglio comunale del 4.7.2015 è stato eletto Presidente del Consiglio comunale di Rovigo. Da agosto 2015 è rientrato in Anciveneto in qualità di componente del Coordinamento dei Consigli comunali.
Dal 2002 al maggio 2008, in rappresentanza del Comune di Rovigo, ha fatto parte del Consiglio di Amministrazione di “Interporto di Rovigo Spa”.